# ‘En Saharonim
‘En Saharonim (hebreiska: עין סהרונים) är en källa i Israel.   Den ligger i distriktet Södra distriktet, i den södra delen av landet. ‘En Saharonim ligger 401 meter över havet.
Terrängen runt ‘En Saharonim är kuperad åt nordost, men åt sydväst är den platt. ‘En Saharonim ligger nere i en dal. Runt ‘En Saharonim är det ganska glesbefolkat, med 42 invånare per kvadratkilometer. Närmaste större samhälle är Mitzpe Ramon, 12,8 km väster om ‘En Saharonim. Trakten runt ‘En Saharonim är ofruktbar med lite eller ingen växtlighet.